# کوه اوگوسو

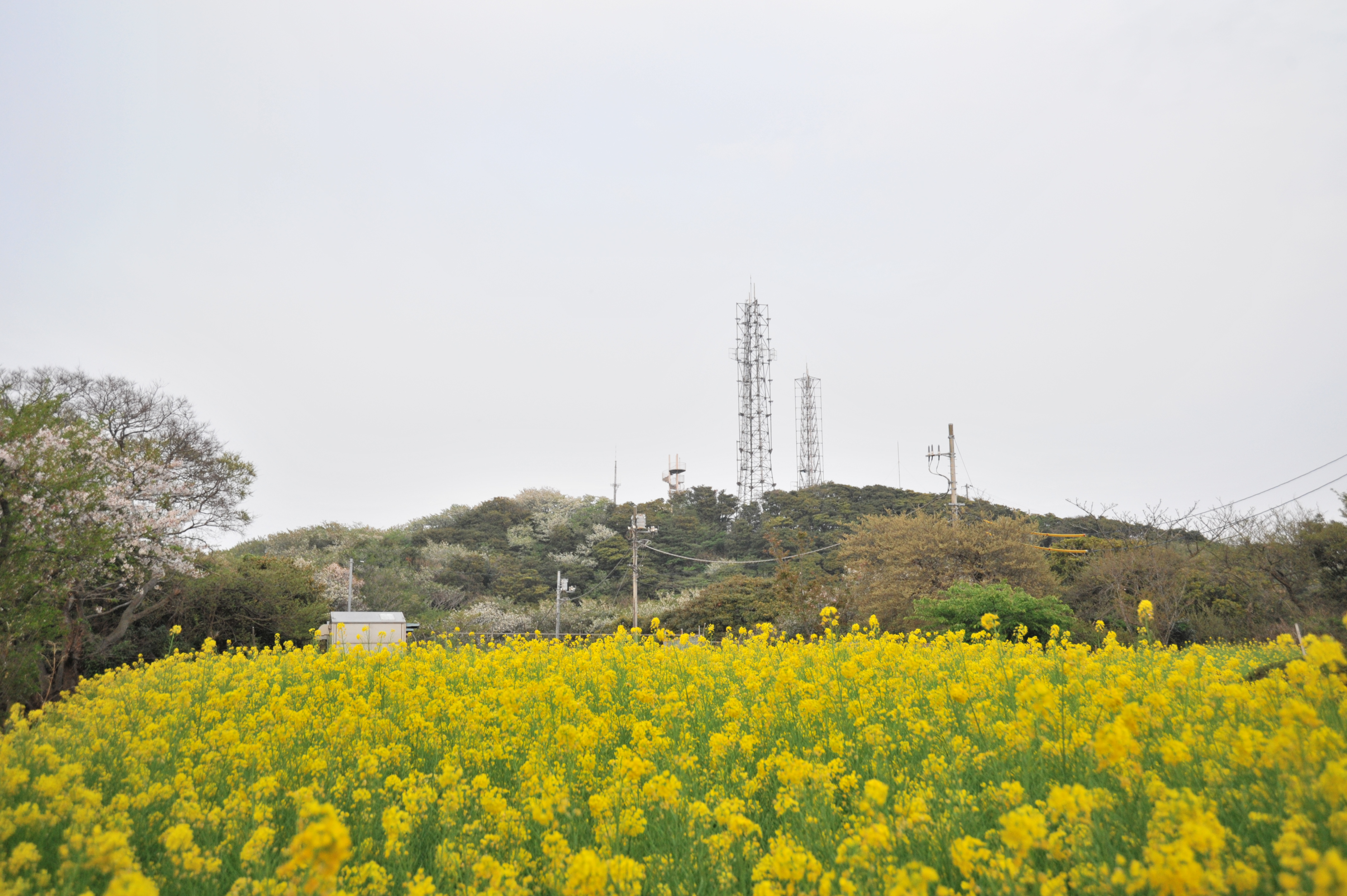
منظرهٔ تپهٔ اوگوسویاما.

کوه اوگوسو (به ژاپنی: 大楠山 Ogusu) در استان کاناگاوا (神奈川県)است. ارتفاع این کوه ۲۴۱ متر است. در شبه جزیره می‌اورا سه کوه پشت سرهم وجود دارد. کوه اوگوسو بلندترین کوه این منطقه محسوب می‌شود. مناظر این کوه بعنوان یکی را پنجاه منظرهٔ زیبای استان کاناگاوا برگزیده شده‌است. راهپیمایی در مسیر این کوه به‌طور تقریبی سه ساعت و ۲۰ دقیقه طول می‌کشد. نقطهٔ شروع راهپیمایی ایستگاه آنجین‌تزوکا (安針塚駅) در شهر یُوکُوسوکا (横須賀市) است.   